# Hrabstwo Cherokee (Teksas)

Piramida wieku hrabstwa

Hrabstwo Cherokee – hrabstwo położone w Stanach Zjednoczonych, we wschodniej części stanu Teksas. Największym miastem hrabstwa jest Jacksonville (14,4 tys. mieszkańców), lecz siedzibą władz hrabstwa jest Rusk. 
Utworzone w 1856 r., poprzez wydzielenie terytorium z hrabstwa Nacogdoches. Nazwa hrabstwa pochodzi od Indian Czirokezów (ang. Cherokee), których rezerwat istniejący się w latach 1820-1863 obejmował częściowo teren hrabstwa.

## Geografia
Na terenie hrabstwa znajduje się rezerwat przyrody, objęty ochroną w ramach systemu National Wildlife Refuge o nazwie Neches River National Wildlife Refuge. Zachodnią granicę hrabstwa wyznacza rzeka Neches, a część wschodniej granicy tworzy rzeka Angelina. Na obszarze hrabstwa znajduje się kilka jezior. 

## Gospodarka
Hrabstwo jest przeważająco rolnicze i produkcyjne, gdzie 46% areału gospodarstw to obszary pasterskie, 23% uprawne i 26% leśne.
- przemysł drzewny[7]
- szkółkarstwo (4. miejsce w stanie)[6]
- hodowla brojlerów (26. miejsce[8]), koni, bydła i kóz[6]
- uprawa warzyw, orzechów pekan, arbuzów, brzoskwiń i kasztana[6][9]
- przemysł mleczny[6]
- produkcja siana[6]
- wydobycie gazu ziemnego i ropy naftowej[10].

## Sąsiednie hrabstwa
- Hrabstwo Smith (północ)
- Hrabstwo Rusk (północny wschód, wschód)
- Hrabstwo Nacogdoches (wschód, południowy wschód)
- Hrabstwo Angelina (południowy wschód)
- Hrabstwo Houston (południowy zachód)
- Hrabstwo Anderson (zachód)
- Hrabstwo Henderson (północny zachód)

## Miasta
- Alto
- Bullard
- Cuney
- Gallatin
- Jacksonville
- New Summerfield
- Rusk
- Troup
- Wells
- Shadybrook (CDP)

## Demografia
W latach 2020–2023 populacja hrabstwa wzrosła o 3,6%. Według danych pięcioletnich z 2023 roku, mieszkańcy deklarowali głównie pochodzenie meksykańskie (22,2%),  „amerykańskie” (13,8%), afroamerykańskie (13,1%), angielskie (10,2%), irlandzkie (8,7%) i niemieckie (8,7%).

## Religia
Hrabstwo leży w obrębie pasa biblijnego i jest zdominowane przez wspólnoty protestanckie (w tym Południową Konwencję Baptystów, bezdenominacyjne zbory, Zjednoczony Kościół Metodystyczny, Narodową Misyjną Konwencję Baptystyczną Ameryki, Stowarzyszenie Misjonarzy Baptystów Ameryki, Amerykańskie Stowarzyszenie Baptystów i wiele innych). W 2020 roku, 10,7% populacji to katolicy i 1,4% to świadkowie Jehowy.

## Drogi główne
Przez teren hrabstwa przebiegają cztery drogi krajowe oraz kilka dróg stanowych:
- U.S. Route 69
- U.S. Route 79
- U.S. Route 84
- U.S. Route 175
- Droga stanowa nr 21
- Droga stanowa nr 110
- Droga stanowa nr 135
- Droga stanowa nr 204
- Droga stanowa nr 294